# E-health

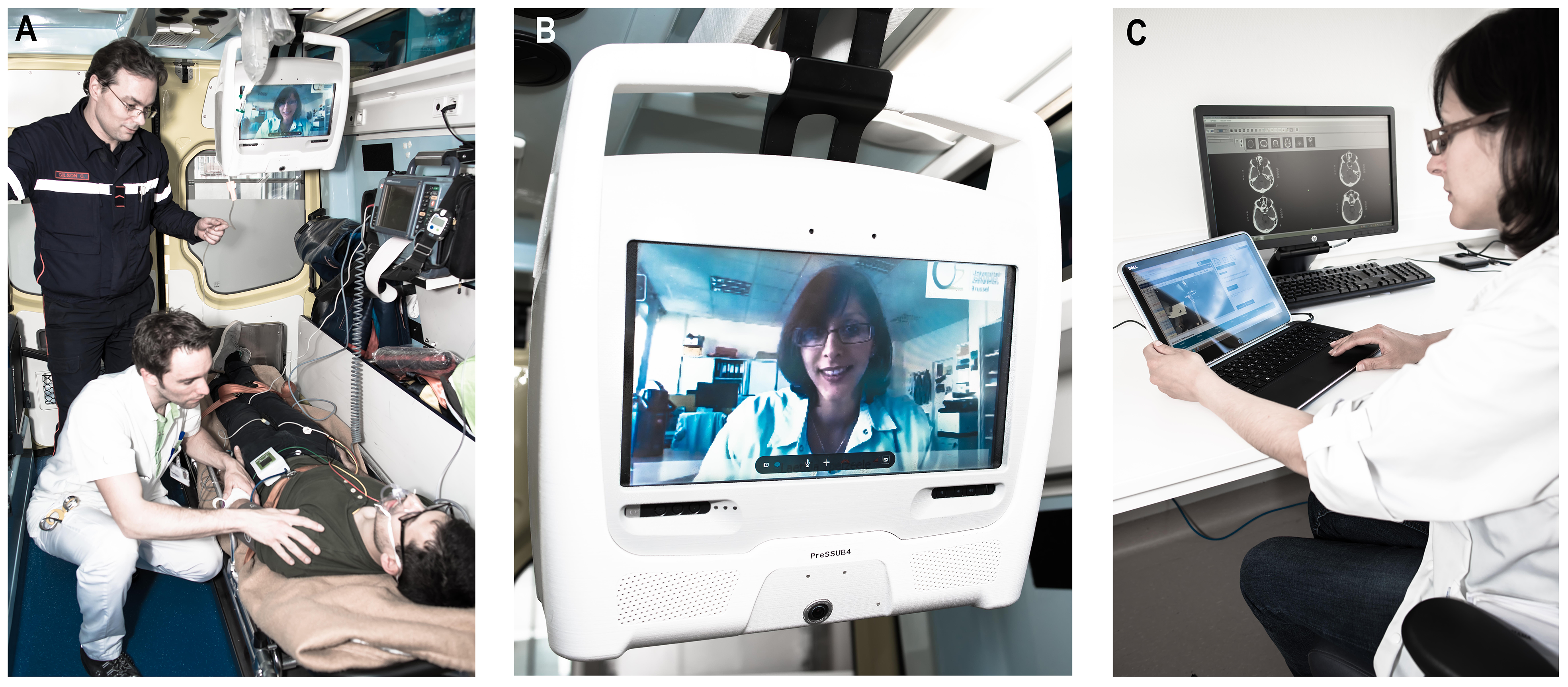
Telemedicina nell'ambulanza PIT dell'Universitair Ziekenhuis Brussel (UZ Brussel). Il dispositivo di telemedicina è fissato saldamente al soffitto dell'ambulanza (A) e consente la comunicazione audiovisiva bidirezionale tra il paziente e il teleconsulente tramite l'integrazione di un microfono, altoparlanti, uno schermo e una telecamera a 360° (B). Il teleconsulente ha accesso mobile alla piattaforma di telemedicina utilizzando un computer portatile leggero con touch screen, microfono integrato, altoparlanti e webcam (C).

L'e-health (scritto anche eHealth) è un termine relativamente recente utilizzato per indicare la pratica della salute attraverso il supporto di strumenti informatici, personale specializzato e tecniche di comunicazione medico-paziente. L'e-health è quindi il complesso delle risorse, soluzioni e tecnologie informatiche di rete applicate alla salute ed alla sanità.

## Descrizione
Il termine è al centro di una disputa in quanto alcuni affermano che sia intercambiabile con il termine health care informatics mentre altri lo utilizzano nel senso più stretto del termine, ovverosia la pratica dell'healthcare attraverso l'uso di Internet. Il termine può quindi comprendere una vasta gamma di significati i cui limiti possono essere da una parte la medicina/healthcare e dall'altra l'informazione tecnologica:
- Cartella clinica elettronica: permette una comunicazione semplice dei dati del paziente tra le diverse figure professionali (medici di medicina generale, specialisti, care-team, farmacie).
- Inserimento informatizzato della prescrizione medica: un mezzo per richiedere elettronicamente esami diagnostici e trattamenti e ricevere i risultati[6].
- Telemedicina: include tutti tipi di cure mediche o psicologiche che non richiedono al paziente una visita dal medico curante. Quando questo servizio funziona, i pazienti non hanno più la necessità di andare dal medico o, al contrario, il medico ha un bacino d'utenza maggiore[7].
- Teleriabilitazione: fornitura di servizi riabilitativi a distanza attraverso le telecomunicazioni.
- Telechirurgia: utilizza robot e comunicazione wireless per eseguire interventi chirurgici da remoto[8].
- Informatica per la salute dei pazienti: utilizzo di risorse elettroniche su argomenti medici da parte di individui o pazienti sani[9].
- Health knowledge management: ad esempio in una panoramica delle più recenti riviste mediche, linee guida sulle migliori pratiche o monitoraggio epidemiologico (gli esempi includono risorse mediche come Medscape e MDLinx).
- Ricerca medica che utilizza il grid computing: potenti capacità di elaborazione e gestione dei dati per gestire grandi quantità di dati eterogenei.
- Medicina basata su prove di efficacia: comporta un sistema in grado di fornire informazioni circa l'appropriato trattamento delle condizioni cliniche di un paziente. Un professionista dell'healthcare può controllare se le sue diagnosi sono conformi alle ricerche scientifiche. Il vantaggio è quello di poter aggiornare i dati dei pazienti[10].
- Consumer Health Informatics: è stata definita quella branca dell'informazione medica che si occupa di analizzare i bisogni dei pazienti e rendere accessibili gli studi e gli sviluppi nel campo della medicina[11].
- Virtual healthcare teams: è composto da professionisti della salute che collaborano fra loro e condividono le informazioni sui pazienti attraverso l'utilizzo di apparecchiature digitali[12].
- Informatica sanitaria: spesso si riferiscono anche a soluzioni software per la pianificazione degli appuntamenti, la gestione dei dati dei pazienti, la gestione dell'orario di lavoro e altre attività amministrative relative alla salute. Possono esserci piattaforme di raccolta dati integrate per dispositivi e standard e richiedono una ricerca estesa[13].
- Fonti basate su Internet per la sorveglianza della salute pubblica (Internet Based Sources for Public Health Surveillance - Infoveillance)[14].

## Definizione contestata
Diversi autori hanno notato l'uso variabile nel termine; dall'essere specifico per l'uso di Internet nella sanità all'essere generale per qualsiasi uso dei computer nella sanità. Vari autori hanno considerato l'evoluzione del termine e il suo utilizzo e come questo si associa ai cambiamenti nell'informatica sanitaria e nell'assistenza sanitaria in generale. Hans Oh in una revisione sistematica del 2005 dell'uso del termine, ha offerto la definizione di eHealth come un insieme di temi tecnologici nella salute odierna, più specificamente basati su commercio, attività, parti interessate, risultati, posizioni o prospettive. Un punto su cui tutte le fonti sembrano concordare è che le iniziative di sanità elettronica non hanno origine dal paziente, sebbene egli possa essere un membro di un'organizzazione di pazienti che cerca di farlo, come nel movimento e-Patient, dove dei pazienti partecipano pienamente alle proprie cure mediche, principalmente raccogliendo informazioni sulle condizioni mediche che colpiscono se stessi e le loro famiglie, utilizzando Internet e altri strumenti digitali.

## Alfabetizzazione eHealth
L'alfabetizzazione eHealth è definita come "la capacità di cercare, trovare, comprendere e valutare informazioni sulla salute da fonti elettroniche e applicare le conoscenze acquisite per affrontare o risolvere un problema di salute". Secondo questa definizione, l'alfabetizzazione eHealth comprende sei tipi di alfabetizzazione: tradizionale (alfabetizzazione e matematica), informativa, meditica, salutistica, informatica e scientifica. Di questi, l'alfabetizzazione mediatica e informatica è unica nel contesto di Internet, con l'alfabetizzazione mediatica eHealth che è la consapevolezza del pregiudizio o della prospettiva dei media, la capacità di discernere il significato sia esplicito che implicito dai messaggi dei media e di derivare significato dai messaggi da loro trasmessi. La letteratura include altre definizioni di capacità o efficacia dei media percepite, ma queste non erano specifiche per le informazioni sanitarie su Internet. Avere le competenze composite dell'alfabetizzazione in materia di sanità elettronica consente ai pazienti di ottenere risultati positivi dall'uso di Internet per scopi sanitari. L'alfabetizzazione in materia di sanità elettronica ha il potenziale sia per proteggere i pazienti dai danni sia per consentire loro di partecipare pienamente al processo decisionale informato relativo alla salute. Le persone con alti livelli di alfabetizzazione in materia di sanità elettronica sono anche più consapevoli del rischio di imbattersi in informazioni inaffidabili su Internet. D'altra parte, l'estensione delle risorse digitali al dominio sanitario sotto forma di alfabetizzazione in materia di sanità elettronica può anche creare nuovi divari tra i pazienti. L'alfabetizzazione in materia di eHealth non dipende dal mero accesso alla tecnologia, ma piuttosto dalla capacità di applicare le conoscenze acquisite.

## eHealth mentale
La salute mentale elettronica è spesso utilizzata per riferirsi a interventi basati su Internet e supporto per condizioni di salute mentale. Tuttavia, può anche riferirsi all'uso delle tecnologie dell'informazione e della comunicazione che include anche l'uso dei social media, della rete fissa e dei telefoni cellulari. I servizi di salute mentale online possono includere informazioni; servizi di supporto tra pari, programmi basati su computer e Internet, applicazioni e giochi virtuali nonché interazione in tempo reale con medici qualificati. I programmi possono essere trasmessi anche utilizzando i telefoni e la risposta vocale interattiva (IVR).
La maggior parte degli interventi di salute mentale elettronica si sono concentrati sul trattamento della depressione e dell'ansia. Esistono anche programmi di salute mentale elettronica disponibili per altri interventi come smettere di fumare, gioco d'azzardo, e salute mentale post-disastro.

### Vantaggi e svantaggi
La salute mentale elettronica (E-mental health) ha una serie di vantaggi come essere a basso costo, facilmente accessibile e fornire anonimato agli utenti. Tuttavia, vi sono anche una serie di svantaggi, come le preoccupazioni relative alla credibilità del trattamento, alla privacy e alla riservatezza degli utenti. La sicurezza online comporta l'attuazione di misure di salvaguardia adeguate per proteggere la vita privata e la riservatezza degli utenti. Ciò include la raccolta e la gestione appropriate dei dati dell'utente, la protezione dei dati da accessi e modifiche non autorizzati e l'archiviazione sicura dei dati.
La salute mentale elettronica sta guadagnando slancio nella ricerca accademica e nelle arene pratiche in un'ampia varietà di discipline come la psicologia, il lavoro sociale clinico, la terapia familiare e matrimoniale e la consulenza sulla salute mentale. A testimonianza di questo slancio, il movimento E-Mental Health ha una propria organizzazione internazionale, l'International Society for Mental Health Online. Tuttavia, l'implementazione della salute mentale elettronica nella pratica clinica e nei sistemi sanitari rimane limitata e frammentata.

### Programmi
Ci sono almeno cinque programmi attualmente disponibili per trattare l'ansia e la depressione. Diversi programmi sono stati identificati dal National Institute for Health and Care Excellence del Regno Unito come convenienti per l'uso nelle cure primarie. Questi includono Fearfighter, un programma di terapia cognitivo comportamentale basato su testo per trattare le persone con fobie, e Beating the Blues, un programma CBT interattivo di testo, cartoni animati e video per l'ansia e la depressione. Due programmi sono stati sostenuti per l'uso nelle cure primarie dal governo australiano. Il primo è Anxiety Online, un programma basato su testo per i disturbi d'ansia, depressivi e alimentari, e il secondo è THIS WAY UP, un insieme di programmi interattivi di testo, cartoni animati e video per i disturbi d'ansia e la depressione. Un altro è iFightDepression uno strumento multilingue, gratuito e basato sul web per l'autogestione delle forme meno gravi di depressione, da utilizzare sotto la guida di un medico di famiglia o di uno psicoterapeuta.
Ci sono un certo numero di programmi online relativi alla cessazione del fumo. QuitCoach è un piano personalizzato per smettere di fumare basato sulla risposta degli utenti alle domande riguardanti la cessazione del fumo e adattato individualmente ogni volta che l'utente accede al sito. Freedom From Smoking conduce gli utenti attraverso lezioni raggruppate in moduli che forniscono informazioni e compiti da completare. I moduli guidano i partecipanti attraverso passaggi come prepararsi a smettere di fumare e prevenire le ricadute.
Altri programmi Internet sono stati sviluppati specificamente come parte della ricerca sul trattamento di disturbi specifici. Ad esempio, è stata sviluppata una terapia autogestita online per il problema del gioco d'azzardo per testarla specificamente come metodo di trattamento. Tutti i partecipanti hanno avuto accesso a un sito web. Al gruppo di trattamento sono state fornite strategie comportamentali e cognitive per ridurre o abbandonare il gioco d'azzardo. Questo è stato presentato sotto forma di una cartella di lavoro che ha incoraggiato i partecipanti ad auto-monitorare il loro gioco d'azzardo mantenendo un registro online degli impulsi di gioco. I partecipanti potevano anche utilizzare un'applicazione per smartphone per raccogliere informazioni di automonitoraggio. Infine, i partecipanti potevano anche scegliere di ricevere e-mail motivazionali o promemoria di testo sui propri progressi e obiettivi.
È stato inoltre sviluppato un intervento basato su Internet da utilizzare dopo l'uragano Ike nel 2009. Durante questo studio, 1.249 adulti colpiti dal disastro sono stati reclutati in modo casuale per prendere parte all'intervento. I partecipanti sono stati sottoposti a un'intervista strutturata, quindi invitati ad accedere all'intervento web utilizzando una password univoca. L'accesso al sito web è stato fornito per un periodo di quattro mesi. Quando i partecipanti hanno effettuato l'accesso al sito, sono stati assegnati in modo casuale all'intervento. A coloro che sono stati assegnati all'intervento sono stati forniti moduli costituiti da informazioni relative a strategie di coping efficaci per gestire la salute mentale e i comportamenti a rischio per la salute.
I programmi di eHealth si sono rivelati efficaci nel trattamento del disturbo borderline di personalità (BPD).

## Cybermedicina
La cybermedicina è l'uso di Internet per fornire servizi medici, come visite mediche e prescrizioni di farmaci. È il successore della telemedicina, in cui i medici consultano e curano i pazienti a distanza tramite telefono o fax.
La cybermedicina è già utilizzata in piccoli progetti in cui le immagini vengono trasmesse da un ambiente di cure primarie a un medico specialista, che commenta il caso e suggerisce quale intervento potrebbe giovare al paziente. Un campo che si presta a questo approccio è la dermatologia, in cui le immagini di un'eruzione vengono comunicate a uno specialista ospedaliero che determina se è necessario il rinvio.
Il campo si è anche ampliato per includere servizi online "chiedi al dottore" che consentono ai pazienti di accedere direttamente e a pagamento a consultazioni (con vari gradi di profondità) con professionisti medici (esempi includono Bundoo.com, Teladoc e Ask The Doctor).
Un Cyber Doctor, noto nel Regno Unito come Cyber Physician, è un professionista medico che effettua consulenze via Internet, curando pazienti virtuali, che potrebbero non incontrarsi mai faccia a faccia. Questa è una nuova area della medicina che è stata utilizzata dalle forze armate e dagli ospedali universitari che offrono consulenza online ai pazienti prima di prendere la decisione di viaggiare per cure mediche uniche offerte solo in una particolare struttura medica.

## Dispositivi sanitari di autocontrollo
L'automonitoraggio è l'uso di sensori o strumenti prontamente disponibili al pubblico per tracciare e registrare i dati personali. I sensori sono generalmente dispositivi indossabili e gli strumenti sono disponibili digitalmente tramite applicazioni per dispositivi mobili. I dispositivi di autocontrollo sono stati creati allo scopo di consentire ai dati personali di essere immediatamente disponibili all'individuo da analizzare. Il monitoraggio della forma fisica e della salute sono le applicazioni più popolari per i dispositivi di automonitoraggio. Il più grande vantaggio dei dispositivi di automonitoraggio è l'eliminazione della necessità per gli ospedali di terze parti di eseguire test, che sono sia costosi che lunghi. Questi dispositivi rappresentano un importante progresso nel campo della gestione della salute personale.

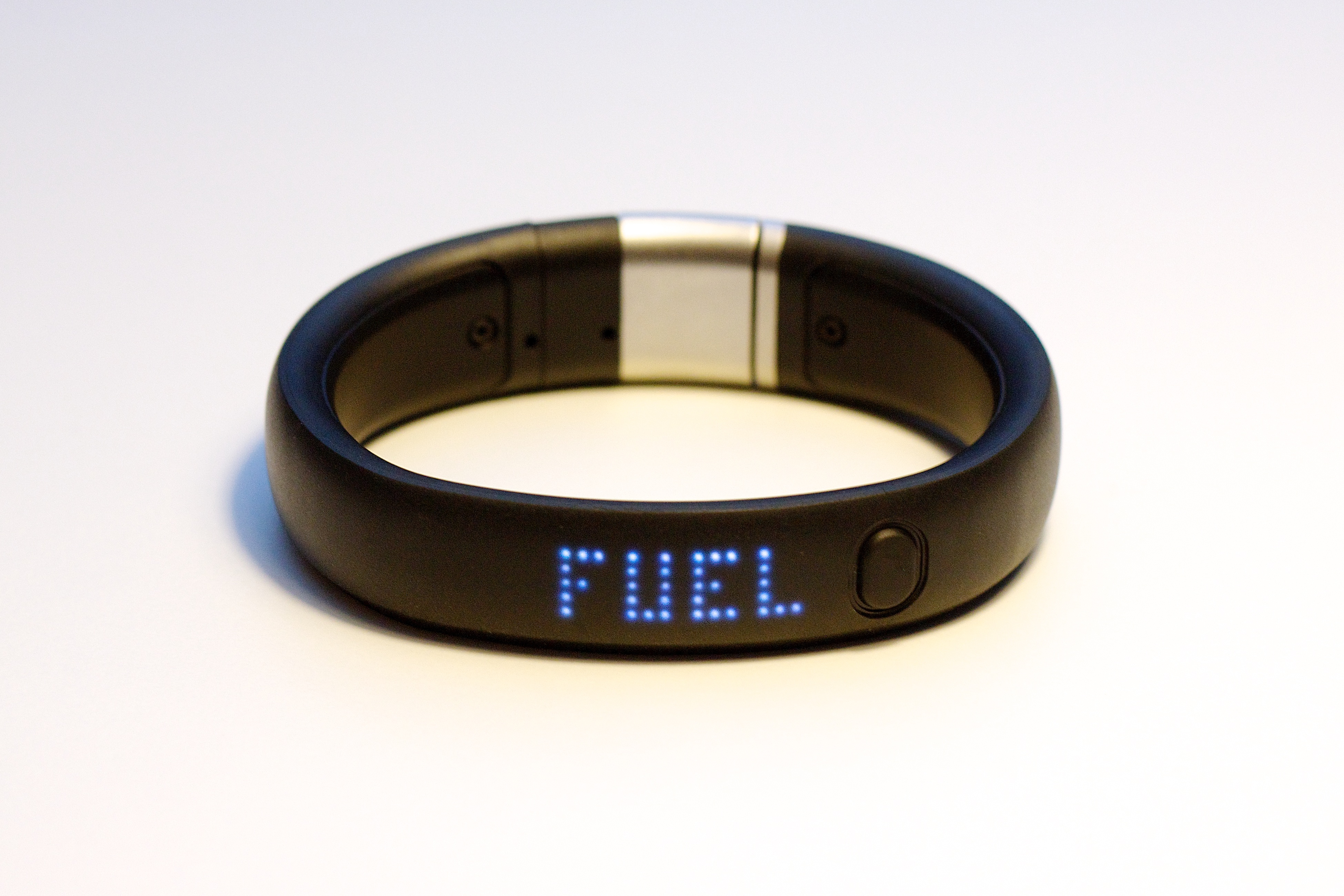
Cinturino Nike FuelBand in acciaio nero

I dispositivi sanitari di automonitoraggio esistono in molte forme. Un esempio è il Nike+ FuelBand, che è una versione modificata del contapassi originale. Questo dispositivo è indossabile al polso e consente di impostare un obiettivo personale per un consumo energetico giornaliero. Registra le calorie bruciate e il numero di passi compiuti per ogni giorno mentre funziona contemporaneamente come orologio. Per aggiungere alla facilità dell'interfaccia utente, include indicatori sia numerici che visivi del fatto che l'individuo abbia raggiunto o meno il suo obiettivo quotidiano. Infine, è anche sincronizzato con un'app per iPhone che consente il monitoraggio e la condivisione di record personali e risultati.
Altri dispositivi di monitoraggio hanno maggiore rilevanza medica. Un noto dispositivo di questo tipo è il glucometro. L'uso di questo dispositivo è limitato ai pazienti diabetici e consente agli utenti di misurare i livelli di glucosio nel sangue nel loro corpo. È estremamente quantitativo ei risultati sono disponibili istantaneamente. Tuttavia, questo dispositivo non è indipendente da un dispositivo di automonitoraggio come il Nike+ Fuelband perché richiede una certa educazione del paziente prima dell'uso. Bisogna essere in grado di stabilire connessioni tra i livelli di glucosio e l'effetto della dieta e dell'esercizio fisico. Inoltre, gli utenti devono anche capire come il trattamento dovrebbe essere regolato in base ai risultati. In altre parole, i risultati non sono solo misurazioni statiche.
La domanda di dispositivi sanitari di automonitoraggio è alle stelle, poiché le tecnologie sanitarie wireless sono diventate particolarmente popolari negli ultimi anni. Il principale punto di forza di questi dispositivi è la mobilità delle informazioni per i pazienti. L'accessibilità di dispositivi mobili come smartphone e tablet è aumentata in modo significativo negli anni 2010. Ciò ha reso più semplice per gli utenti l'accesso alle informazioni in tempo reale in una serie di dispositivi periferici.
Ci sono ancora molti miglioramenti futuri per i dispositivi sanitari di automonitoraggio. Sebbene la maggior parte di questi dispositivi indossabili sia stata eccellente nel fornire dati diretti al singolo utente, il compito più grande che rimane a portata di mano è come utilizzare efficacemente questi dati. Sebbene il monitor della glicemia consenta all'utente di agire in base ai risultati, misurazioni come la frequenza cardiaca, i segnali ECG e le calorie non servono necessariamente a guidare attivamente la gestione sanitaria personale di un individuo. I pazienti sono interessati al feedback qualitativo oltre alle misurazioni quantitative registrate dai dispositivi.

## Negli interventi medici

### Malattia renale cronica
Esistono prove limitate che suggeriscono che gli interventi di eHealth possano migliorare l'assunzione di sodio nella dieta e la gestione dei liquidi per le persone con malattia renale cronica (CKD). I risultati si basano su prove a bassa certezza di 43 studi. Pertanto, sono necessari studi di ricerca più ampi e di qualità superiore per comprendere l'impatto dell'eHealth sulla salute delle persone con CKD.

## Valutazione
La conoscenza delle prestazioni socioeconomiche dell'eHealth è limitata ei risultati delle valutazioni sono spesso difficili da trasferire ad altri contesti. Le valutazioni socio-economiche di alcuni tipi ristretti di mHealth possono basarsi su metodologie di economia sanitaria, ma la sanità elettronica su scala più ampia potrebbe avere troppe variabili e i collegamenti tortuosi e intangibili di causa ed effetto potrebbero richiedere un approccio più ampio.

## Nei paesi in via di sviluppo
La sanità elettronica in generale, e la telemedicina in particolare, è una risorsa vitale per le regioni remote dei paesi emergenti e in via di sviluppo, ma è spesso difficile da stabilire a causa della mancanza di infrastrutture di comunicazione. Ad esempio, in Benin, gli ospedali spesso possono diventare inaccessibili a causa delle inondazioni durante la stagione delle piogge e in tutta l'Africa, la bassa densità di popolazione, insieme alle condizioni meteorologiche avverse e alla difficile situazione finanziaria in molti stati africani, ha significato che la maggior parte della popolazione africana è gravemente svantaggiata nelle cure mediche. In molte regioni non solo c'è una significativa mancanza di strutture e di operatori sanitari qualificati, ma anche nessun accesso alla sanità elettronica perché non c'è nemmeno l'accesso a Internet nei villaggi remoti, o anche una fornitura di energia elettrica affidabile.
La connettività Internet e i vantaggi dell'eHealth possono essere portati in queste regioni utilizzando la connessione a banda larga satellitare.